# Gustavo Santos Montejo
Gustavo Santos Montejo (Bogotá, 1 de septiembre de 1894- Bogotá, 1967), fue un literato, artista, humanista, crítico artístico, diplomático y político colombiano, miembro del Partido Liberal Colombiano, considerado uno de los difusores culturales más importantes de la primera mitad del siglo XX en Colombia.
Santos, hombre culto educado en Francia, destacó como periodista cultural y crítico del arte de sus contemporáneos como Roberto Pizano, publicando sus columnas en publicaciones como las revistas Cromos y El Gráfico. Colaboró con Pizano, con quien llevó a Colombia la primera colección artística de carácter museológico. También fundó el Automóvil Club de Colombia, y fue el primer director de la Dirección Nacional de Bellas Artes (1935-1937), que se creó en 1935. 
En el ámbito político, Santos fue nombrado alcalde de Bogotá, durante el primer año de gobierno de su hermano mayor, el presidente Eduardo Santos. Durante su gestión, Santos estuvo al frente de la conmemoración de los 400 años de la fundación de la ciudad, y fue artífice de la creación de la Radio Nacional, que se inauguró en 1940. Luego fue nombrado embajador en Ecuador, durante 1943.

## Biografía
Gustavo Santos Montejo nació en Bogotá, el 1 de septiembre de 1894, en el seno de una familia de la aristocracia bogotana; sin embargo quedó huérfano tras el suicidio de su padre, a la temprana edad de 6 años.
Santos estudió literatura en el Colegio Mayor de Nuestra Señora del Rosario, donde también se dedicó al piano bajo la tutela de Guillermo Uribe Holguín y Honorio Alarcón. En 1909 viajó a París, para estudiar por dos años en la Schola Cantorum, donde entró en contacto con la vanguardia artística del momento. 
Antes de ser nombrado alcalde de Bogotá, Gustavo fue el director nacional de Bellas Artes, propiciando la creación de la Orquesta Sinfónica Nacional. Posteriormente, fue parte del proceso de creación de la Radiodifusora Nacional de Colombia que comenzó sus emisiones en 1940.

### Alcalde de Bogotá (1938)
Santos fue nombrado en marzo de 1938 Alcalde Municipal de Bogotá por el gobernador de Cundinamarca, Antonio María Pradilla, a expensas del saliente presidente Alfonso López Pumarejo, amigo y socio de su hermano Eduardo, quien fue elegido presidente de Colombia meses después.
Durante su periodo como alcalde de Bogotá, que duró ocho meses, se conmemoraron los 400 años de fundación de la ciudad y se llevaron a cabo dos grandes eventos: la I edición de los Juegos Deportivos Bolivarianos y la Exposición Arqueológica del IV Centenario de Bogotá. Santos terminó su período en octubre de 1938.

## Familia

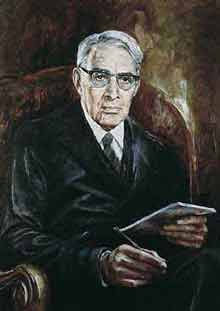
Su hermano, el expresidente Eduardo Santos Montejo.

Gustavo Santos Montejo era miembro de la prestigiosa familia colombiana de los Santos, clan familiar de la aristocracia colombiana. Sus padres eran el periodista Francisco Santos Galvis, y su esposa Leopoldina Montejo Camera, y sus hermanos eran Enrique, Hernando, Eduardo, Jorge, Julio y Guillermo Santos Montejo.

### Matrimonio y descendencia
Gustavo contrajo nupcias con la colombiana Isabel Gómez Tanco, quien era hermanastra del escritor y filósofo colombiano Nicolás Gómez Dávila (cofundador de la Universidad de los Andes). Con Isabel, Gustavo tuvo a sus hijos Gabriela, Isabel y Eduardo Santos Gómez.
Su esposa era sobrina de la pianista y compositora colombiana Teresa Tanco de Herrera, nieta del político Mariano Tanco, y sobrina nieta del escritor y político liberal José María Cordovez Moure. Su abuelo Mariano era hermano del primer colombiano que visitó China, el explorador y cronista Nicolás Tanco quien a su vez fue padre del político Luis Tanco Argáez. Por otra parte, su tío abuelo José María era sobrino del político chileno Gregorio Cordovez, y primo segundo del político conservador Carlos Uribe Cordovéz.
Uno de los parientes de Isabel, era esposa del banquero Julio Caro de Narváez, hijo del expresidente Miguel Antonio Caro y sobrino de los hermanos y expresidentes Carlos y Jorge Holguín Mallarino. Respecto a sus hijos, Gabriela "Gaby" se casó con Jaime Martínez Recamán García e Isabel con el español Joaquín de Sagarminaga. 